# Prenestino-Labicano
Prenestino-Labicano è il settimo quartiere di Roma, indicato con Q. VII.
Prende il nome dalla via Prenestina e dalla antica via Labicana, oggi tratto iniziale di via Casilina.

## Geografia fisica

### Territorio
Si trova nell'area est della città, a ridosso delle Mura aureliane, per la precisione della sola Porta Maggiore.
Il quartiere confina:
- a nord con i quartieri Q. VI Tiburtino[1] e Q. XXII Collatino[2]
- a est con il quartiere Q. XIX Prenestino-Centocelle[3]
- a sud con i quartieri Q. XXIV Don Bosco[4] e Q. VIII Tuscolano[5]
- a ovest con il rione R. XV Esquilino[6]

## Storia
Il Prenestino-Labicano è fra i primi 15 quartieri nati nel 1911, ufficialmente istituiti nel 1921. Confinava a est con il suburbio omonimo S. IV. Nel 1961, con delibera del Commissario Straordinario n. 2453 del 13 settembre, dalla sezione compresa fra via Tor de Schiavi/viale della Primavera e viale Palmiro Togliatti, si forma il nuovo quartiere Prenestino-Centocelle.

### Stemma
Spaccato d'argento e di rosso al cornucopia d'oro ricolmo di frutta al naturale.

## Monumenti e luoghi d'interesse

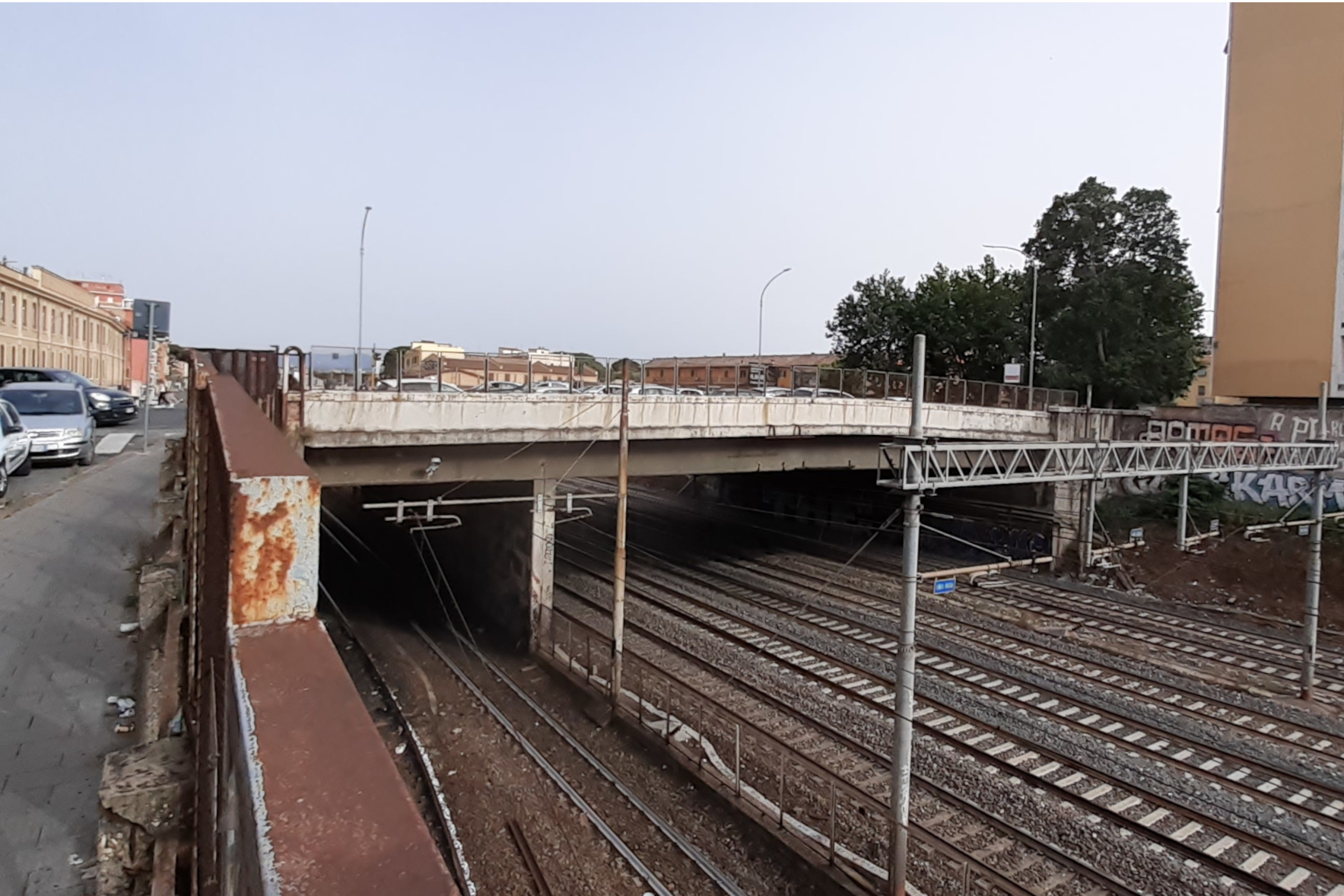
Ponte Casilino, cavalcavia ferroviario di confine con il limitrofo quartiere Tuscolano

### Architetture civili
- Villa Serventi, su via Casilina. Villa del XIX secolo (1860).
- Villa Valiani, su via Romanello da Forlì. Villa del XX secolo (1929-30). 41.889713°N 12.532858°E

Progetto dell'architetto Giovanni Michelucci.

### Architetture religiose

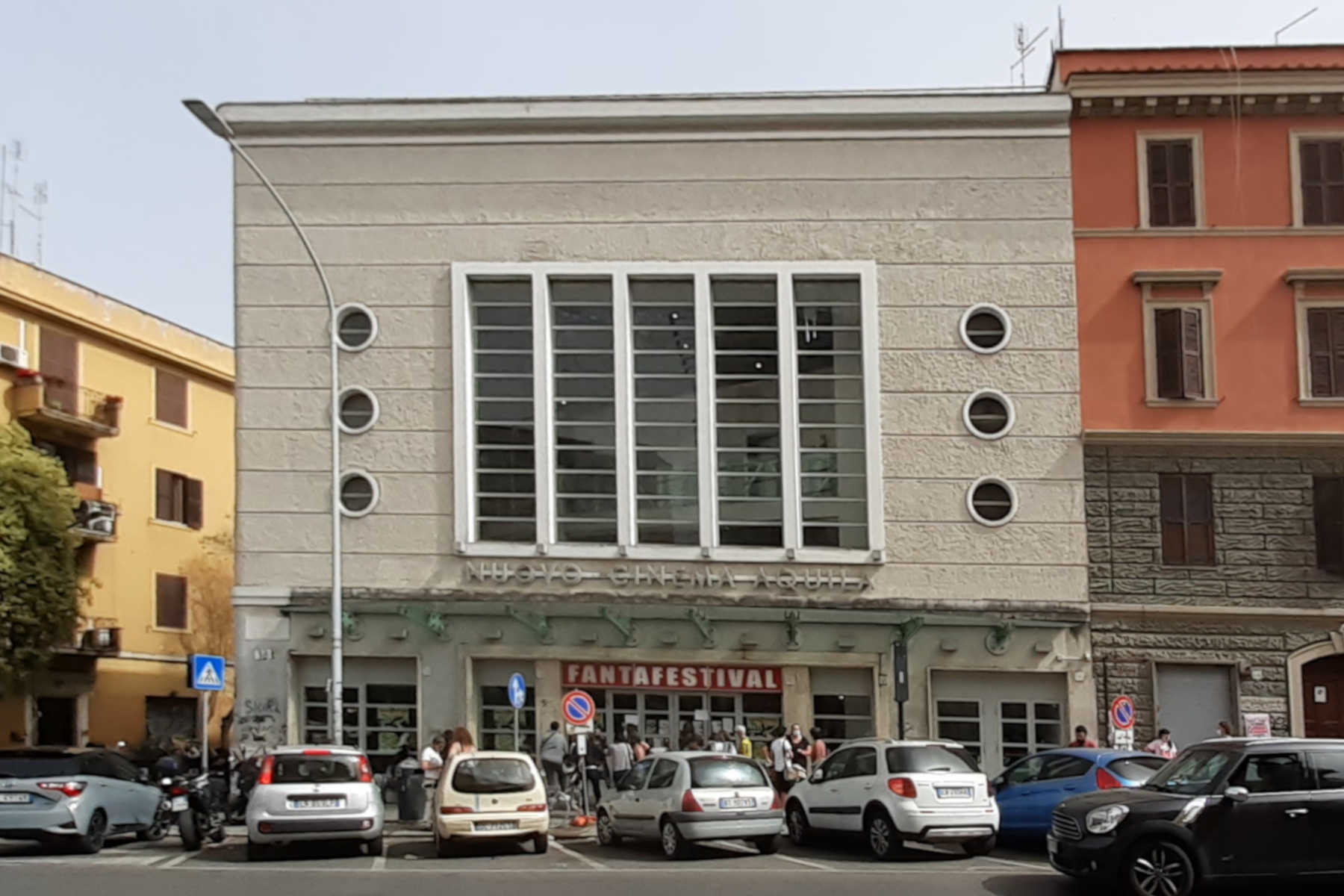
Il Nuovo Cinema Aquila nella strada omonima

- Chiesa di Sant'Elena, su via Casilina. Chiesa del XX secolo (1913-16).
- Chiesa dei Santi Marcellino e Pietro ad Duas Lauros, su via Casilina. Chiesa del XX secolo (1922).
- Chiesa di San Leone I, su via Prenestina. Chiesa del XX secolo (1950-52).
- Chiesa di San Barnaba, su via Giovanni Maggi. Chiesa del XX secolo (1956-57).
- Chiesa di Santa Maria Madre della Misericordia, su via dei Gordiani. Chiesa del XX secolo.
- Chiesa di San Luca Evangelista, sul largo San Luca Evangelista. Chiesa del XX secolo (1955-58).
- Chiesa di Santa Maria Mediatrice, su via Cori. Chiesa del XX secolo.
- Chiesa del Santissimo Sacramento a Tor de' Schiavi, sul largo Agosta. Chiesa del XX secolo.
- Chiesa di San Gerardo Maiella, su via Romolo Balzani. Chiesa del XX secolo (1980-81).

### Siti archeologici

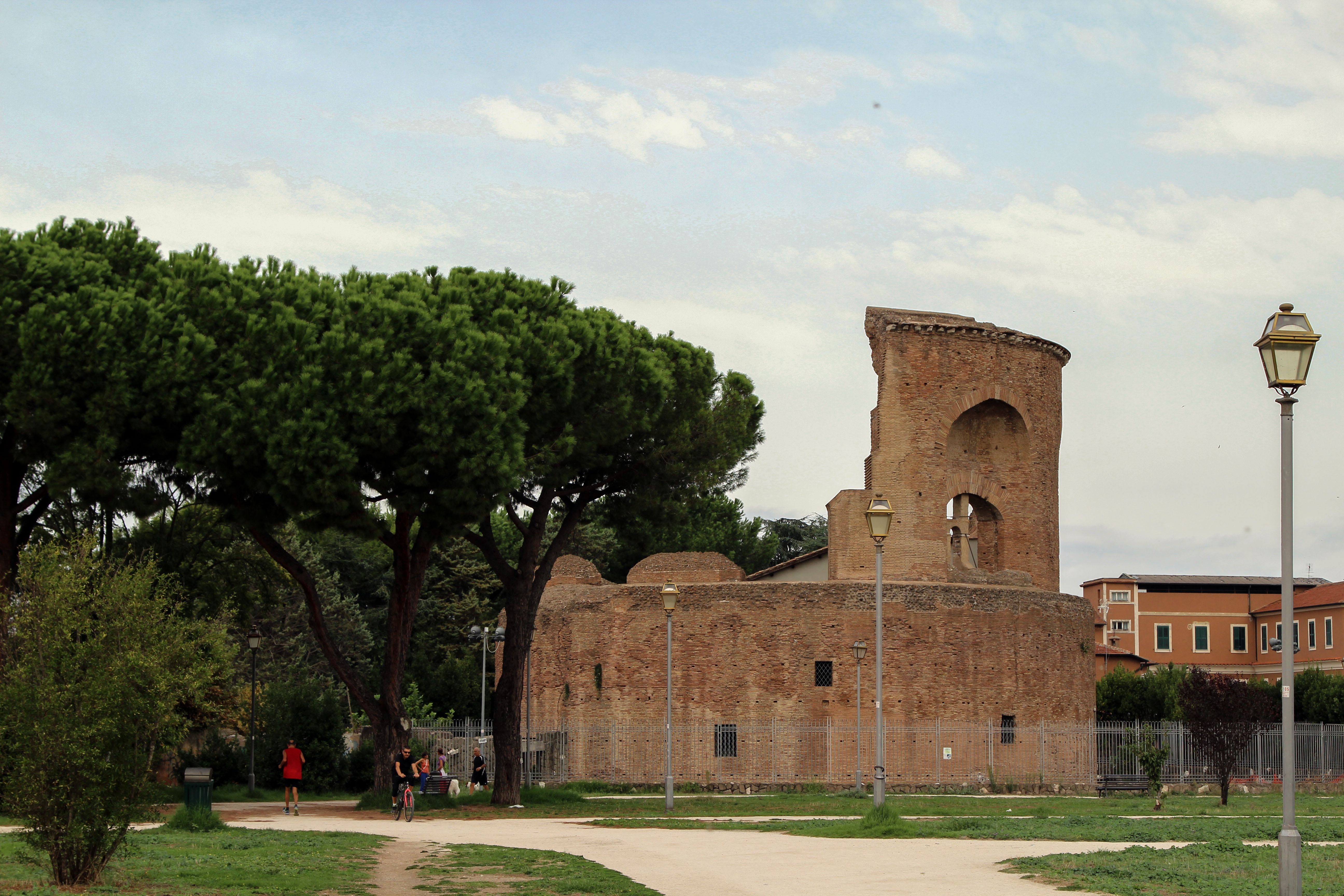
Il mausoleo di Sant'Elena e la villa De Sanctis

- Sepolcro di Eurisace, su piazzale Labicano. Sepolcro del I secolo a.C.

Tomba monumentale situata esternamente alla porta Maggiore, quasi a ridosso di essa, fu costruita ad imitazione di un forno da panettiere e dedicata ad un importante panificatore dell'Urbe.
- Porta Maggiore, fra piazzale Labicano e piazza di Porta Maggiore. Porta nelle mura aureliane del I secolo.

La grande struttura attuale a due fornici è quanto resta della mostra d'acque in cui convergevano otto degli acquedotti che alimentavano Roma, in particolare l'acquedotto Claudio. Incorporata nelle mura aureliane nel 272, fu rinominata Porta Praenestina (ancora oggi la via Prenestina esce da lì). Prese il nome di Porta Maggiore durante il medioevo, presumibilmente perché da lì si andava verso Santa Maria Maggiore.

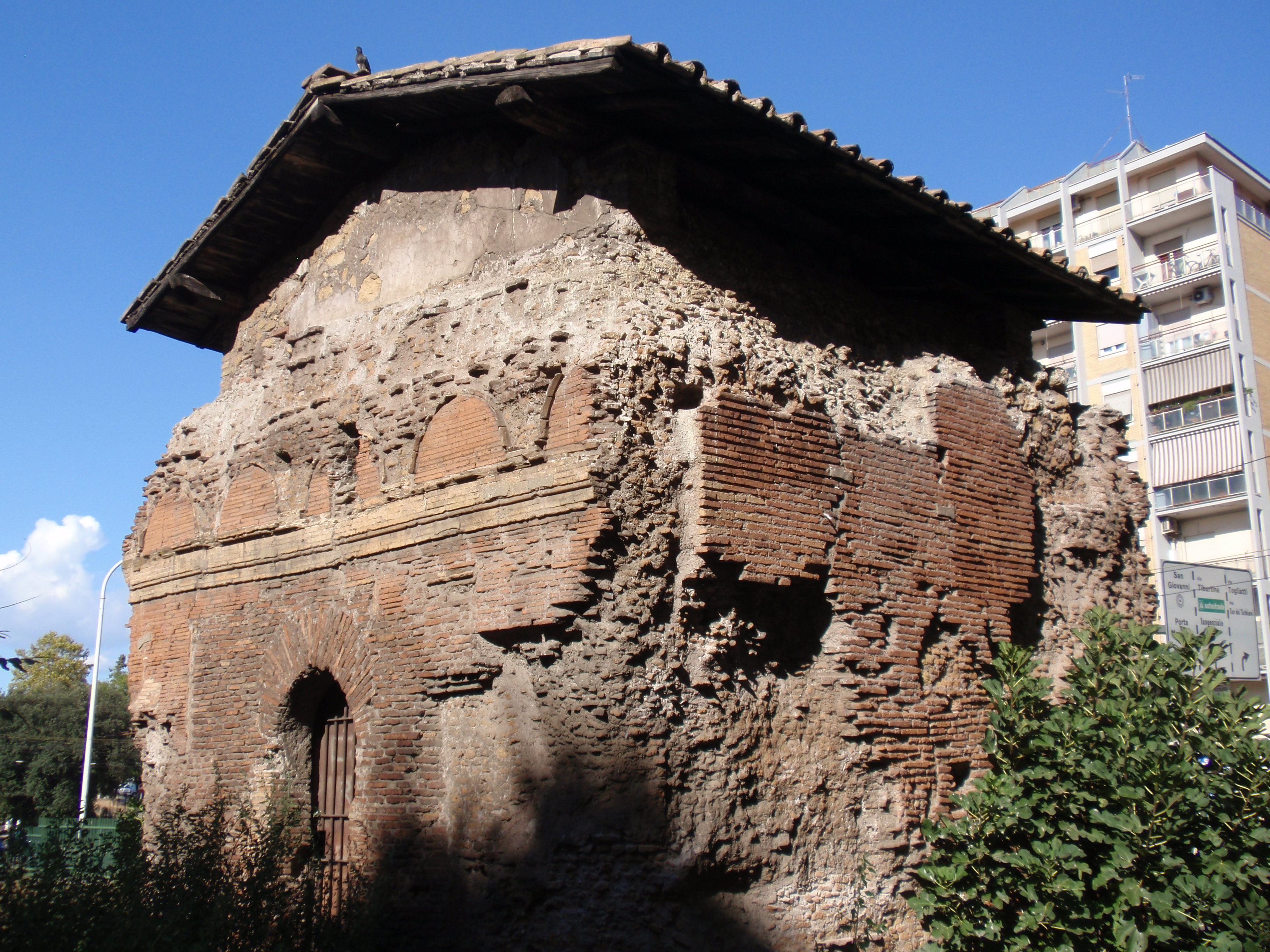
Colombario di Largo Preneste

- Basilica sotterranea di Porta Maggiore, all'inizio di via Prenestina. Basilica neopitagorica del I secolo.

Situata a poco più di 100 metri all'esterno delle mura aureliane, è una struttura scoperta nel 1917 di cui non è chiara la destinazione (sede di un culto pitagorico, monumento funerario?), ma che presenta importanti stucchi di carattere mitologico.
- Sepolcro di largo Preneste. Sepolcro a tempietto del II secolo.
- Parco Archeologico di Villa Gordiani
- Catacombe dei Santi Marcellino e Pietro, presso la Villa De Sanctis, Catacombe del IV secolo.
- Mausoleo di Elena, nel parco di Villa De Sanctis. Sepolcro del IV secolo.
- Sepolcro sulla Labicana, presso la Villa De Sanctis. Sepolcro dell'età imperiale. 41.877874°N 12.549759°E

### Archeologia industriale

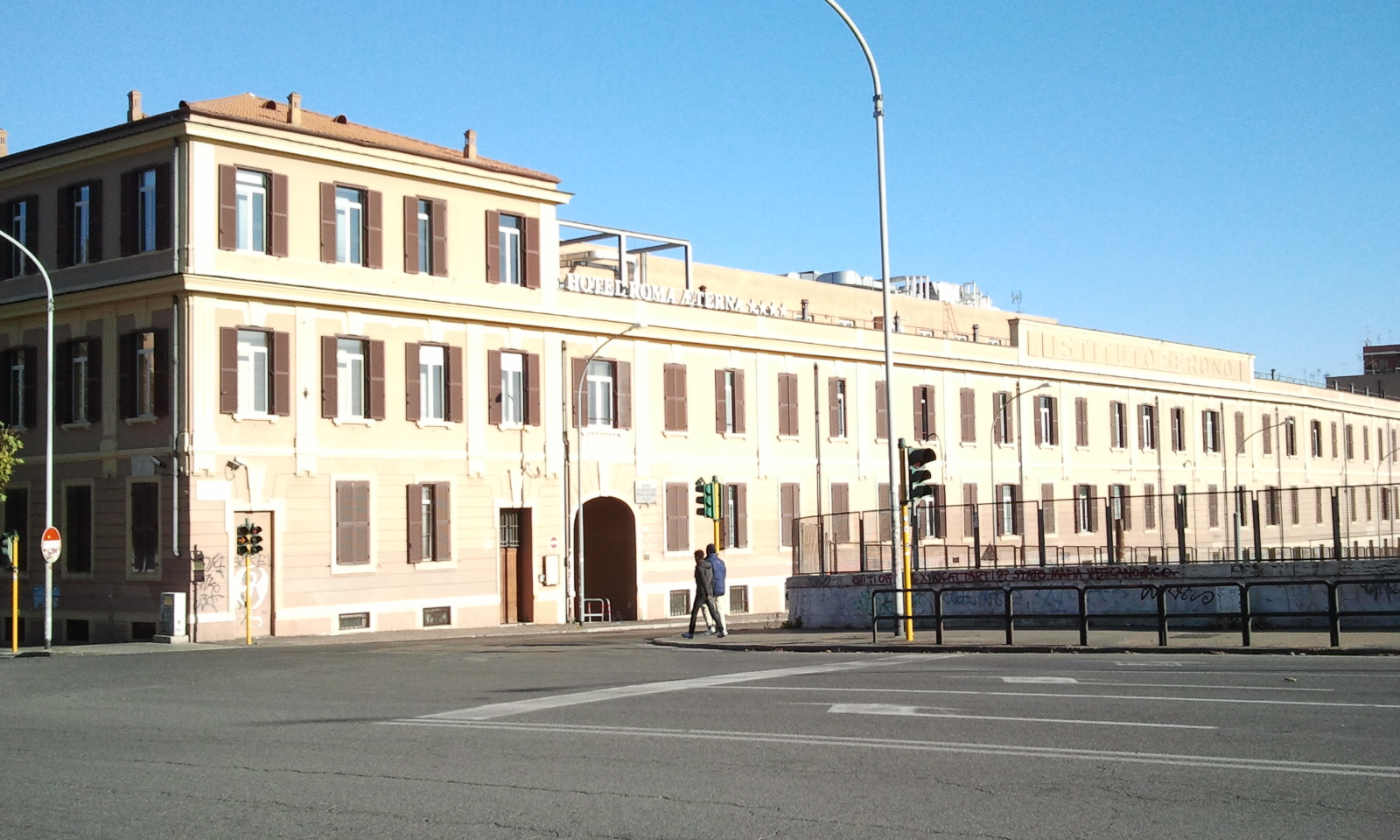
L'Istituto Serono visto da Ponte Casilino (2016).

- Ex Pastificio Pantanella, su via Casilina. Complesso industriale del XIX secolo (1871), ampliato nel XX secolo.[8]

Nato nel 1871 come stabilimento per la macinazione dei cereali della ditta Ducco e Valle, nel 1929 vi si trasferì la "Società molini e pastificio Pantanella" e nel 1937 l'architetto Pietro Aschieri, realizzò alcune modifiche. In seguito ai danneggiamenti subiti durante la seconda guerra mondiale, nel 1950 venne effettuata la ricostruzione progettata dall'architetto Vittorio Ballio Morpurgo. Abbandonato negli anni Settanta, venne trasformato in un centro residenziale nel 2001, su progetto dell'architetto Bruno Moauro.
- Ex Istituto farmaceutico Serono, su via Casilina angolo piazza del Pigneto. Edificio del XX secolo (1906-09).

Fu inaugurato il 22 marzo 1909 alla presenza del suo fondatore, il chimico farmacista Cesare Serono, e delle autorità comunali. Dismessa l'attività, venne trasformato in hotel nel 2010.

### Aree naturali
- Villa Gordiani, settore sud, lato destro di via Prenestina.
- Villa De Sanctis, fra via Casilina e via dei Gordiani.
- Parco Filippo Teoli, lungo viale della Primavera.
- Parco Yasser Arafat, lungo Via Anagni.

### Ecomuseo Casilino ad Duas Lauros
Il territorio e il complesso del patrimonio culturale rintracciabili nel quartiere Prenestino Labicano sono integralmente ricompresi all'interno dell'Ecomuseo Casilino ad Duas Lauros.

## Geografia antropica

### Urbanistica
Nel territorio del Prenestino-Labicano si estendono le zone urbanistiche 6A Torpignattara, 6B Casilino (intera) e 6D Gordiani.

### Suddivisioni storiche
- Marranella
- Pigneto

### Odonimia
Oltre alle consolari Prenestina e Casilina, ed alle aree con una denominazione attinente a queste, come largo Preneste e piazzale Prenestino, via Labico e piazzale Labicano, gli odonimi del quartiere possono essere raggruppati nelle seguenti categorie:
- Città d'Italia
  - Città del Lazio
  - Città e luoghi della Campania
- Condottieri
- Denominazioni locali
- Geografi
- Poeti e letterati romaneschi

Per una descrizione più approfondita dell'odonimia dell'area del Pigneto, si veda la relativa voce.

## Infrastrutture e trasporti
|  | È raggiungibile dalle stazioni: Porta Maggiore, Ponte Casilino, Sant'Elena, Villini, Alessi, Filarete e Balzani. |

## Sport

### Calcio
- S.S.D. Novauto Pro Roma Calcio (colori sociali Blu Bianco Celeste) che, nel campionato 2019-20, milita nel campionato maschile di Promozione.[10]

### Calcio a 5
- Real Praeneste che nel 2019-20 milita nel campionato femminile di serie A2.[11]

## Galleria d'immagini

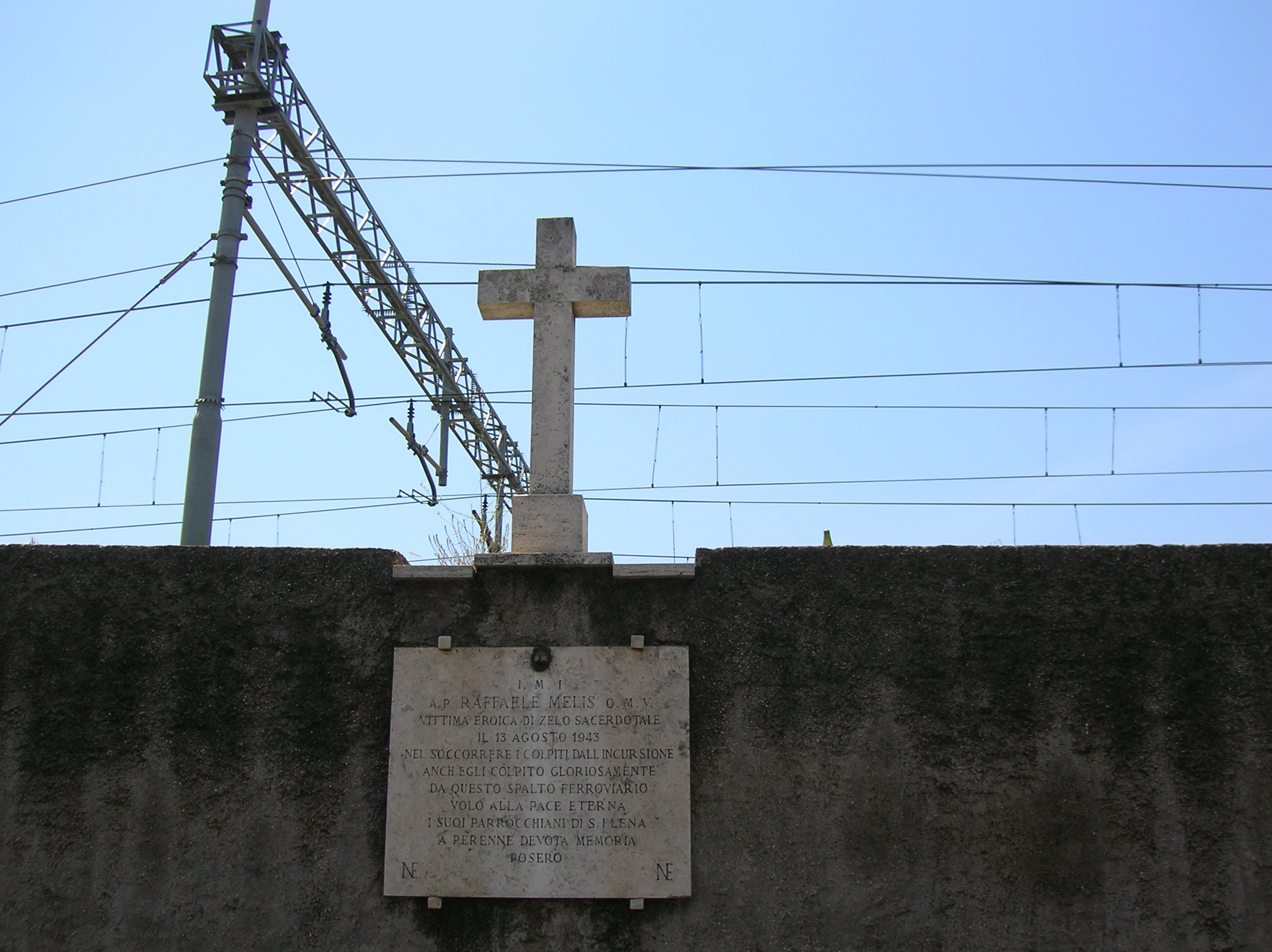
Lapide di Raffaele Melis sulla via Casilina
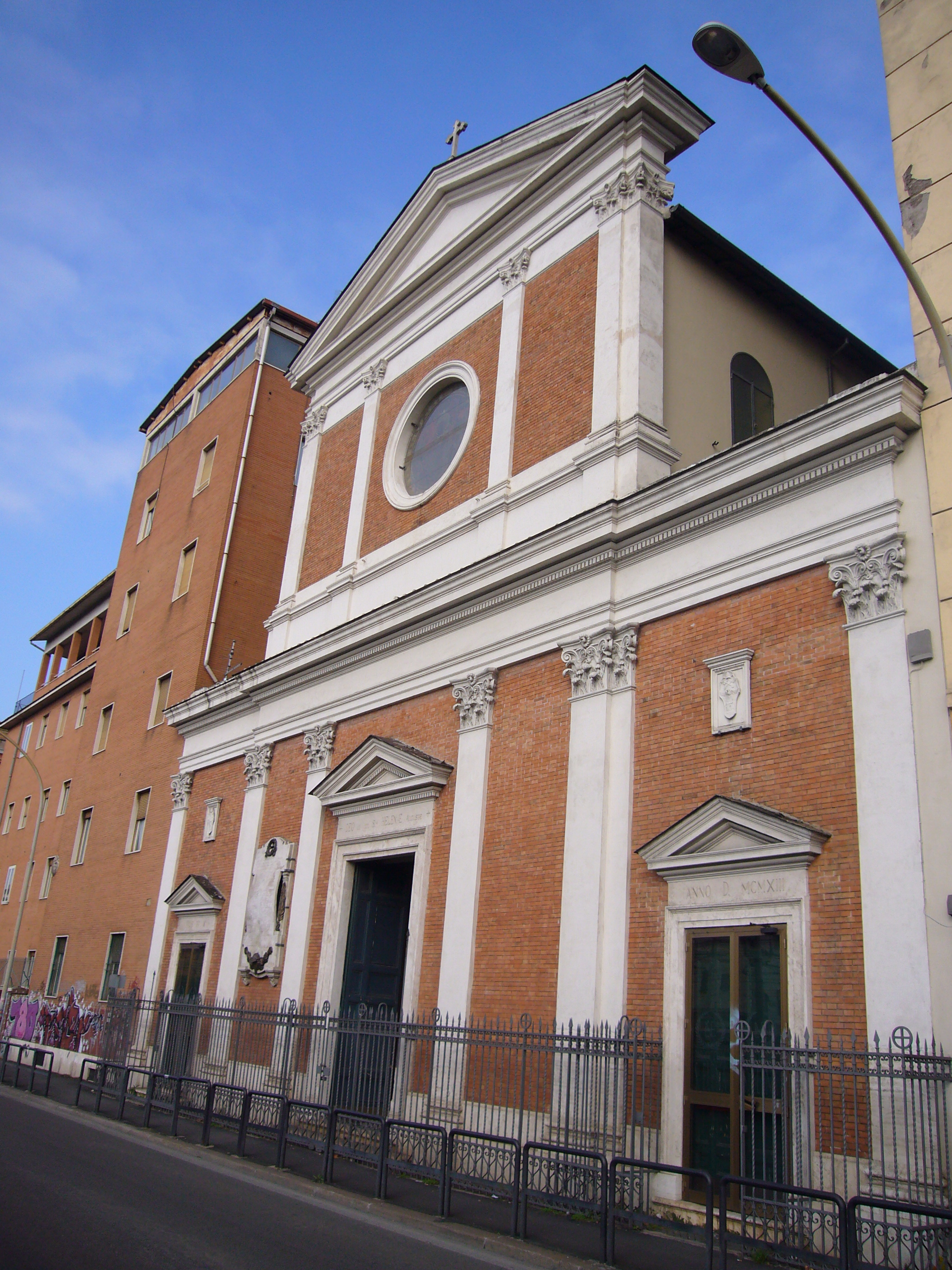
Sant'Elena fuori Porta Prenestina
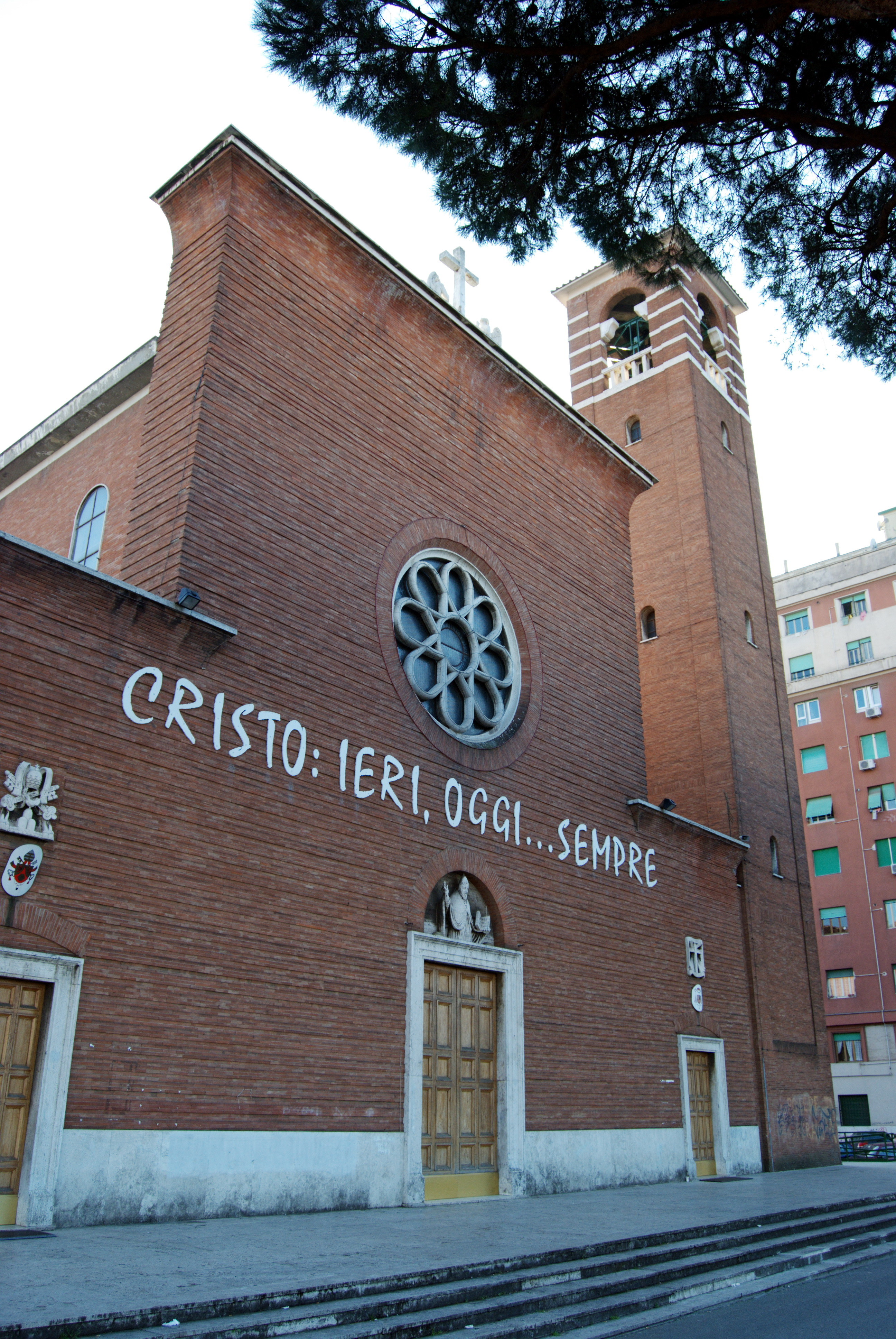
Chiesa di San Leone I
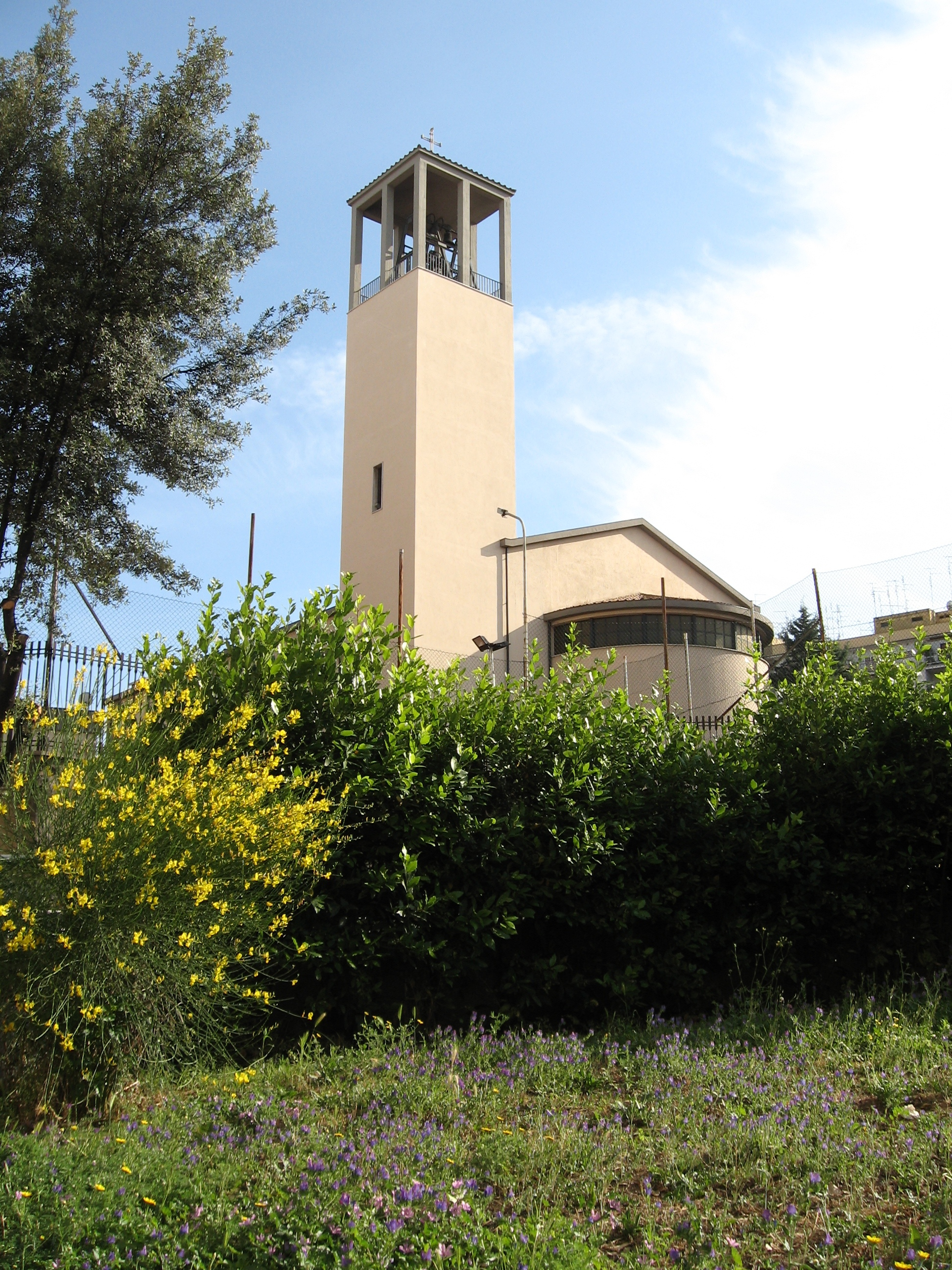
Chiesa del Santissimo Sacramento a Tor de' Schiavi
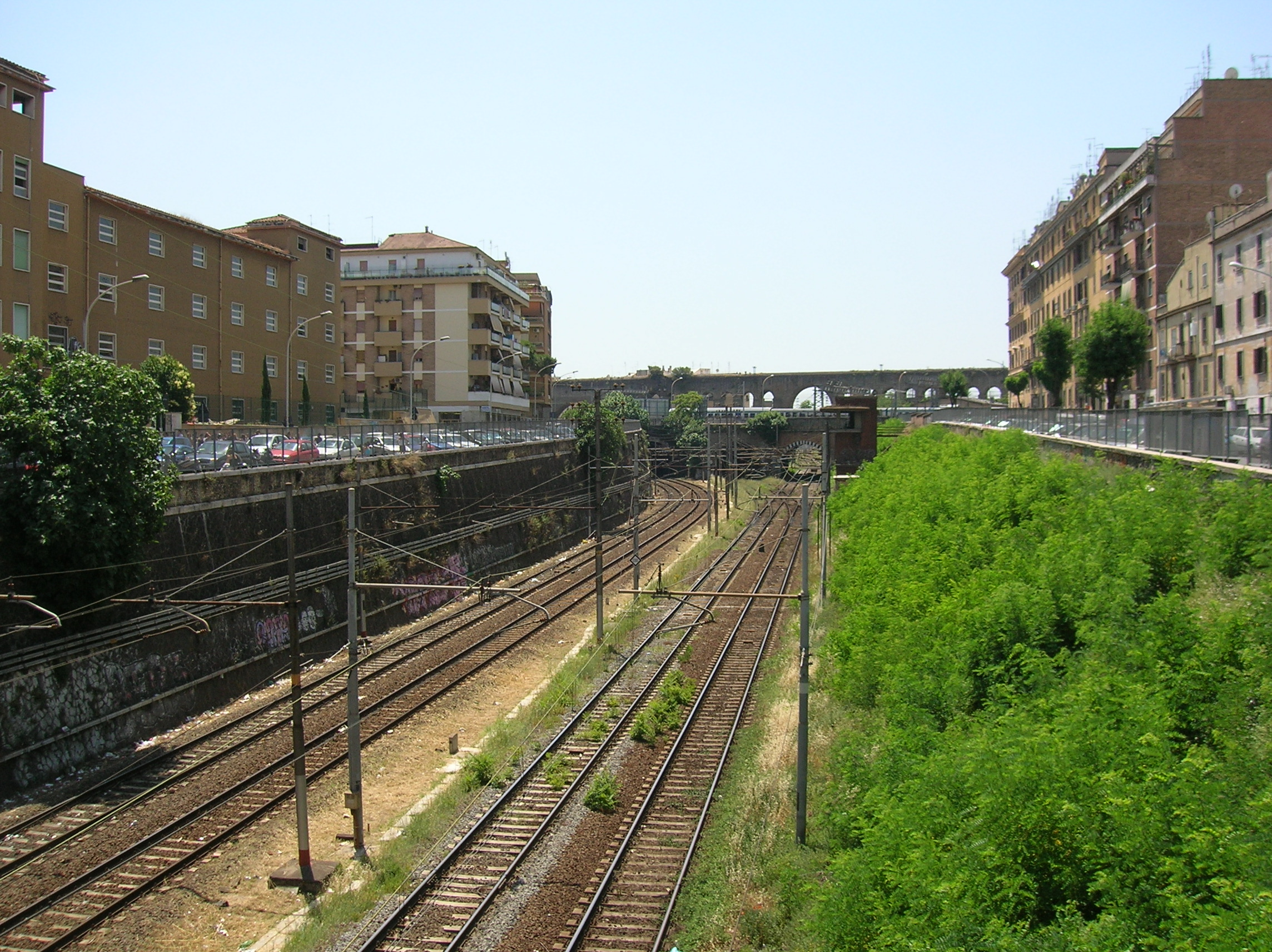
Vallo ferroviario verso la via Casilina